# Luigi Rossi (1864-1890)

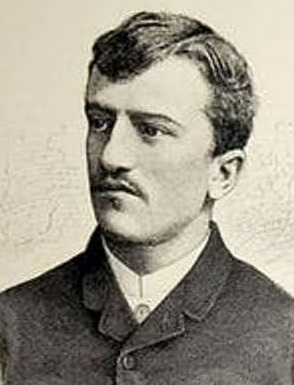
Luigi Rossi

Luigi Rossi (Croglio, 21 giugno 1864 – Bellinzona, 11 settembre 1890) è stato un avvocato e politico svizzero, esponente del partito conservatore, Consigliere di Stato ticinese.

## Biografia
Nato a Castelrotto di Croglio, all'età di cinque anni rimase orfano del padre, Fortunato, rimanendo solo con la madre, Franceschina Maderni. Frequentò le elementari presso il collegio Rosmini a Stresa e il ginnasio presso la stessa istituzione a Domodossolae il collegio gesuitico della Visitazione di Gesù nel principato di Monaco. Completò la formazione all'Università di Lovanio dove nel 1887 conseguì il dottorato in diritto. Iniziò la pratica di avvocato nello studio di Gioachimo Respini, a Locarno.
Venne eletto deputato al Gran Consiglio del Ticino il 3 marzo 1889. Il 26 aprile 1890 assunse la direzione dei dipartimenti di giustizia e polizia sotto la presidenza di Gioachimo Respini.
L'11 settembre 1890 durante un moto insurrezionale liberale radicale, Rossi fu ucciso sulle scale della sede di governo.
Il processo nei confronti dell'uccisore, Angelo Castioni, si svolse a Zurigo il 14 luglio 1891 e si concluse con una condanna in contumacia a otto anni di reclusione, in quanto riparò in Inghilterra. Non fu mai estradato. La sua morte violenta fece di Luigi Rossi un "martire conservatore". È citato nella prima strofa dell'inno del partito popolare democratico (PPD) e a lui venne intitolata nel 1923 la "Guardia Luigi Rossi" in cui erano riuniti i giovani del Partito conservatore democratico.
Fu sepolto nel cimitero di Castelrotto dopo solenni funerali.